# Diócesis de Concepción en Paraguay
La diócesis de Concepción o de Santísima Concepción en Paraguay (en latín: Dioecesis Sanctissimae Conceptionis in Paraguay) es una circunscripción eclesiástica de la Iglesia católica en Paraguay. Se trata de una diócesis latina, sufragánea de la arquidiócesis de Asunción. Actualmente su Administrador Apostólico es el Pbro. Julián Cristaldo.

## Territorio y organización
La diócesis tiene 30 084 km² y extiende su jurisdicción sobre los fieles católicos de rito latino residentes en los departamentos de Concepción y Amambay.
La sede de la diócesis se encuentra en la ciudad de Concepción, en donde se halla la Catedral de la Inmaculada Concepción.
En 2021 en la diócesis existían 19 parroquias.

## Historia
La diócesis de Concepción y Chaco fue erigida el 1 de mayo de 1929 con la bula Universi Dominici del papa Pío XI, obteniendo su territorio de la diócesis de Asunción, la cual fue simultáneamente elevada al rango de sede metropolitana.
El 11 de marzo de 1948 cedió una parte de su territorio para la erección del vicariato apostólico del Chaco Paraguayo mediante la bula Quo in Paraguayana del papa Pío XII. Por este motivo, el 16 de julio de 1949 la diócesis cambió su nombre por el actual.
Posteriormente cedió otras porciones de territorio para la erección de nuevos distritos eclesiásticos:
- el 21 de febrero de 1957 para la erección de la prelatura territorial de Encarnación y Alto Paraná (hoy diócesis de Encarnación) mediante la bula Dum insano del papa Pío XII;[4]
- el 2 de agosto de 1960 para la erección de la prelatura territorial de Caacupé (hoy diócesis de Caacupé) mediante la bula Qui aeque ac Sanctus Petrus del papa Juan XXIII;[5]
- el 10 de septiembre de 1961 para la erección de la prelatura territorial de Coronel Oviedo (hoy diócesis de Coronel Oviedo) mediante la bula Quem ad modum del papa Juan XXIII;[6]
- el 5 de junio de 1978 para la erección de la diócesis de San Pedro mediante la bula Ad christiani populi del papa Pablo VI;[7]
- el 28 de junio de 1980 para la erección de la diócesis de Benjamín Aceval mediante la bula Christianam ad progressionem del papa Juan Pablo II.[8]

## Estadísticas
Según el Anuario Pontificio 2022 la diócesis tenía a fines de 2021 un total de 457 570 fieles bautizados.
| Año                                                                             | Población            | Población | Población      | Sacerdotes | Sacerdotes    | Sacerdotes    | Bautizados por sacerdote | Diáconos permanentes | Religiosos | Religiosos | Parroquias |
| Año                                                                             | Bautizados católicos | Total     | % de católicos | Total      | Clero secular | Clero regular | Bautizados por sacerdote | Diáconos permanentes | Varones    | Mujeres    | Parroquias |
| ------------------------------------------------------------------------------- | -------------------- | --------- | -------------- | ---------- | ------------- | ------------- | ------------------------ | -------------------- | ---------- | ---------- | ---------- |
| 1949                                                                            | 240 000              | 250 000   | 96.0           | 34         | 16            | 18            | 7058                     |                      | 18         | 48         | 26         |
| 1966                                                                            | 211 000              | 212 000   | 99.5           | 36         | 17            | 19            | 5861                     |                      | 24         | 39         | 29         |
| 1970                                                                            | 259 300              | 259 500   | 99.9           | 32         | 14            | 18            | 8103                     |                      | 28         | 49         | 19         |
| 1976                                                                            | 306 000              | 340 490   | 89.9           | 34         | 16            | 18            | 9000                     |                      | 27         | 62         | 20         |
| 1980                                                                            | 201 800              | 205 500   | 98.2           | 27         | 13            | 14            | 7474                     |                      | 25         | 54         | 11         |
| 1990                                                                            | 272 000              | 276 000   | 98.6           | 25         | 10            | 15            | 10 880                   |                      | 18         |            | 12         |
| 1999                                                                            | 305 000              | 309 000   | 98.7           | 27         | 15            | 12            | 11 296                   |                      | 20         | 72         | 14         |
| 2000                                                                            | 312 000              | 316 000   | 98.7           | 32         | 18            | 14            | 9750                     |                      | 22         | 65         | 14         |
| 2001                                                                            | 300 600              | 302 413   | 99.4           | 32         | 20            | 12            | 9393                     |                      | 17         | 62         | 14         |
| 2002                                                                            | 300 600              | 302 413   | 99.4           | 31         | 20            | 11            | 9696                     |                      | 17         | 60         | 14         |
| 2003                                                                            | 300 600              | 302 413   | 99.4           | 32         | 20            | 12            | 9393                     |                      | 17         | 60         | 14         |
| 2004                                                                            | 347 902              | 350 000   | 99.4           | 32         | 19            | 13            | 10 871                   |                      | 19         | 58         | 14         |
| 2006                                                                            | 362 000              | 367 000   | 98.6           | 33         | 20            | 13            | 10 969                   |                      | 18         | 59         | 15         |
| 2016                                                                            | 425 800              | 434 000   | 98.1           | 40         | 24            | 16            | 10 645                   |                      | 19         | 49         | 15         |
| 2019                                                                            | 445 360              | 454 000   | 98.1           | 46         | 34            | 12            | 9681                     |                      | 15         | 24         | 17         |
| 2021                                                                            | 457 570              | 466 900   | 98.0           | 45         | 33            | 12            | 10 168                   |                      | 17         | 30         | 19         |
| Fuente: Catholic-Hierarchy, que a su vez toma los datos del Anuario Pontificio. |                      |           |                |            |               |               |                          |                      |            |            |            |

## Episcopologio
- Emilio Sosa Gaona, S.D.B. † (30 de abril de 1931-14 de mayo de 1963 renunció[nota 1])
  - Sede vacante (1963-1965)
- Aníbal Maricevich Fleitas † (4 de diciembre de 1965-30 de abril de 1993 retirado)
- Juan Bautista Gavilán Velásquez (5 de marzo de 1994-18 de diciembre de 2001 nombrado obispo de Coronel Oviedo)
- Zacarías Ortiz Rolón, S.D.B. † (12 de julio de 2003-11 de julio de 2013 retirado)
- Miguel Ángel Cabello Almada, desde el 11 de julio de 2013
- Pbro. Julián Cristaldo, Administrador Apostólico. Sede vacante (2025)